# Pensieri sopra un cantico vecchio
Pensieri opra un cantico vecchio (Gedachten over een oud melodietje) is een componistie van Bo Linde.
Linde, vastgeroest in Gävle, kreeg het verzoek van het Gävle symfoniorkester om een werkje te schrijven voor het nieuwjaarsconcert 1968. De eerste dag van het jaar was ook Lindes verjaardag. Linde kwam met een soort variaties op een 16e-eeuws liedje Det är en ros utsprungen. Linde vond het zelf een van zijn betere werken en ook het publiek apprecieerde het. Dat kon niet voorkomen dat ook dit werk in de vergetelheid raakte. Pas in 1996 werd het uitgegeven.
Er zijn in 2019 twee opnamen van dit werk in de handel:
- Bis Records: een opname uit 1993 van het Norrköpings Symfoniorkester onder leiding van Jun’ichi Hirokami
- Swedish Society Discofil: een opname uit 2002 van het Gävle symfonieorkester onder leiding van Petter Sundkvist

Orkestratie:
- 2 dwarsfluiten (I ook piccolo), 2 hobo’s,  2 klarinetten, 2 fagotten
- 2 hoorns, 2 trompetten, 1 trombones
- pauken, 1 man/vrouw percussie
- violen, altviolen, celli, contrabassen

Ook Lindes werk Een klein concert draagt opusnummer 35. 